# James Makumbi
James Makumbi, né le 12 septembre 1942 à Kampala et mort le 8 janvier 2018 à Kayunga, est un médecin et un homme politique ougandais.
Directeur de l'hôpital de Mulago dans les années 1980, il adhère au Mouvement de résistance nationale (NRM), opposé à Idi Amin Dada. Après la prise du pouvoir par Yoweri Museveni en 1986, il est nommé ministre de la Santé. Alors qu'il occupe ce poste, il est enlevé en février 1995 par des hommes de la Federal Democratic Alliance, puis relâché après trois jours. Député pour le comté de Baale, il n'est pas réélu en 2001, battu par Sulaiman Madada. En 2006, il est nommé à l'Assemblée nationale par Museveni comme représentant de l'armée (il a le rang de brigadier), où il siège jusqu'en 2011. Il agit ensuite comme conseiller spécial du président pour la santé,. 